# Уебсайт
Уебсайт (в пряк превод: „място в мрежата“), също така уеб сайт или накратко сайт, е съвкупност от уеб страници, които се адресират на общ URL, който често се състои само от името на домейна или IP адреса и пътя до основната директория („/“) в мрежа, базирана на протокола IP. Всеки уебсайт се хоства на компютър (компютри), наречен уеб сървър, достъпен през мрежа, като например интернет или частни локални мрежи. За разглеждането на уебсайтове са създадени специални програми, наречени уеб браузъри. Съществуват различни видове уебсайтове в зависимост от тяхното предназначение, аудитория и съдържание.
Сайтовете се съхраняват на уеб сървъра под формата на файлове. Всеки файл съдържа информация, която директно или след някаква обработка се изпраща на уеб браузъра, когато той поиска съдържанието на дадена страница. Сайтовете, които правят обработка на информацията, се наричат динамични, а тези, които не правят такава обработка – статични. Статичните сайтове се създават по-лесно и работят по-бързо, но не позволяват промяна на съдържанието. Почти всички съвременни сайтове са динамични.
През декември 2011 г. в интернет има 555 млн. уебсайта, като 300 млн. са се появили през 2010 г. През 2018 г. те вече са около 1,24 милиарда. Проучването на уеб сървърите от Netcraft през януари 2020 г. показва, че има 1 295 973 827 уебсайта, а през април 2021 г. се съобщава, че има 1 212 139 815 сайта в 10 939 637 компютъра, свързани към мрежата, и 264 469 666 уникални домейна. Приблизително 85% от всички уебсайтове са неактивни.

## Видове уебсайтове
Има много видове уебсайтове, които могат да бъдат класифицирани по различни начини. Възможна е следната примерна класификация:
- Блог – сайт, който представлява личен дневник и може да съдържа дискусионен форум
- Електронен магазин – сайт, който служи за продажба на стоки по интернет
- Корпоративен сайт – сайт, който осигурява основна информация за фирма, организация или услуга
- Личен сайт – сайт, който се поддържа от частно лице или малка група хора
- Новинарски сайт – сайт, който предоставя главно новини и репортажи
- Форумен сайт – сайт, в който хора дискутират на различни теми
- Портален сайт – сайт, който служи за отправна точка към различни други сайтове в интернет или интранет
- Сайт с база данни – сайт, който служи за търсене и намиране на информация в специфична база данни
- Сайт за обяви – уеб базирана платформа за публикуване, четене и отговор на обяви в различни рубрики
- Сайт за запознанства – сайт, в който самотните хора си уговарят срещи
- Огледален сайт – сайт, който е точно копие на друг сайт, но функционира под различен домейн
- Продуктов или промоционален сайт
- Сайт на общности или сайт на социална мрежа
- Търсачка – сайт, който осигурява обща информация и служи за намиране на други сайтове
- Уикисайт – сайт, в който посетителите могат съвместно да редактират информацията (като Уикипедия)
- Фенсайт – сайт, който се поддържа от почитателите на някоя знаменитост
- Приспособим (адаптивен) уеб сайт – сайт, който отговоря на (приспособява се към) характеристиките на устройството на потребителя, съобразявайки размера и ориентацията на екрана, платформата.

### Мобилни уебсайтове
Мобилните уебсайтове са сайтове, предназначени за мобилен уеб. В началото повечето компании правят отделни такива сайтове, различни от предназначените за десктоп компютри, като ползват домейни .mobi, някои такива сайтове все още са онлайн като amazon.mobi (мобилен сайт за amazon.com) и други. Все пак това създава известно неудобство при резултати от търсене в търсачки като Google, както и ползване на услуги от потребителите (по-трудно превключване от сайт към сайт) и за това днес основно се ползват поддомейни към вече създадените сайтове като m., например m.dnevnik.bg и други.
Тенденция е все повече уебсайтове да се правят с приспособим дизайн, който се приспособява с размера на екрана, на който е отворен. Този дизайн се нарича адаптивен (на английски: responsive – популярно на български като риспонсив). По този начин съдържанието на сайта е само едно (не е необходимо изработването на отделен мобилен сайт), а самият дизайн има различни версии в зависимост от размера на дисплея, от който се разглежда. Мобилната версия е критично важна за SEO (оптимизация за търсачки), тъй като скоростта на зареждане е официален фактор за класиране в SERP.